# Metadata

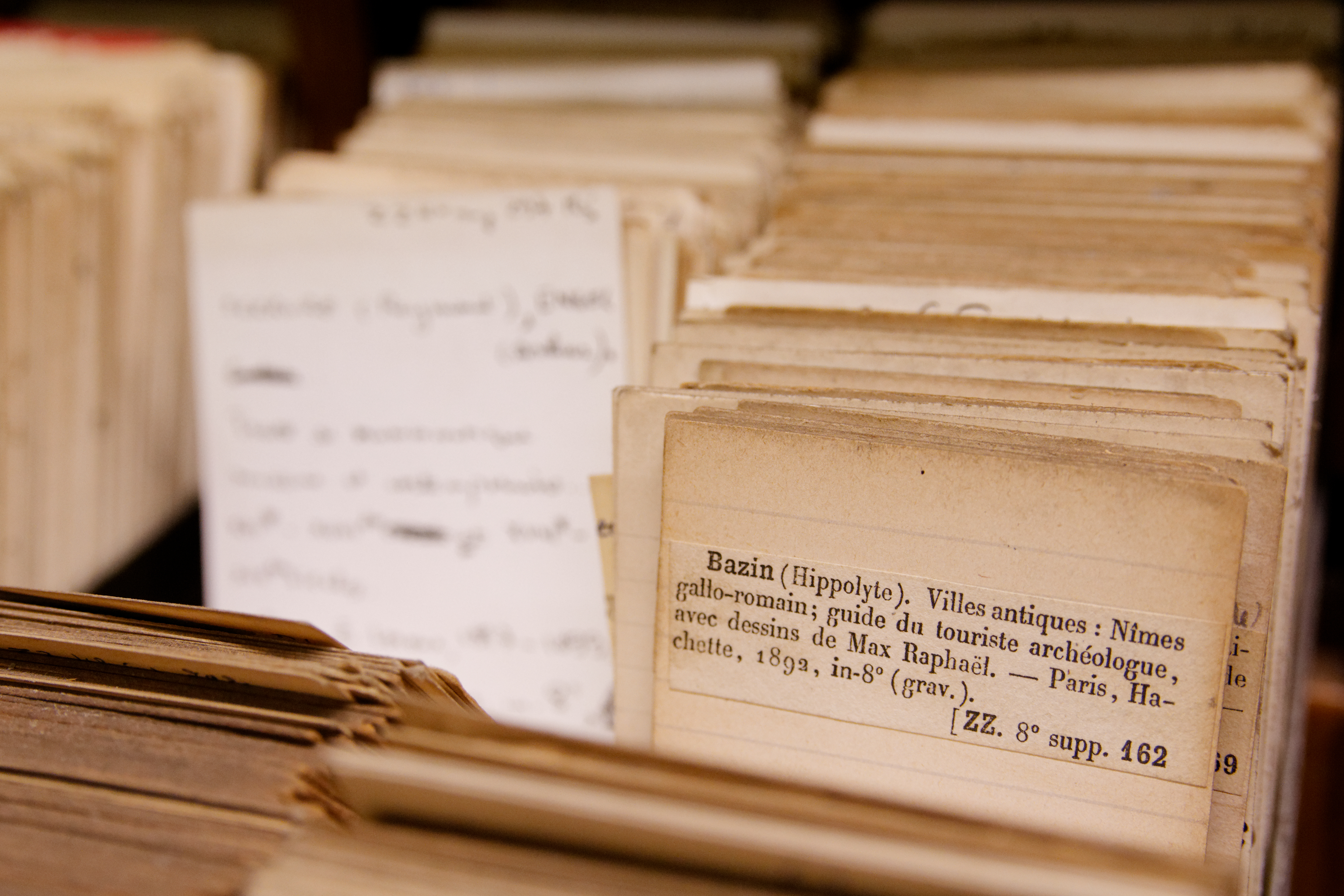
Katalogizační lístek – metadata o knize v knihovně

Metadata (z řeckého meta- = mezi, za + latinského data = to, co je dáno) jsou data, která poskytují informaci o jiných datech. Příkladem je katalogizační lístek v knihovně, obsahující data o původu a umístění knihy: jsou to data o datech v knize, uložená na katalogizačním lístku. Metadata mohou sloužit např. k snadnému vyhledávání knih.
Metadata mohou obsahovat jak informace o vlastních datech, například počet stran knihy nebo rozměry obrázku, tak i informace o kontextu, například autora, datum pořízení, přístupová práva nebo druh komprimační metody. V principu nezáleží na tom, zda jsou metadata oddělena od dat, jako v případě katalogizačních lístků, spojena s daty (v souboru) na odděleném a určeném místě (nazývaném hlavička), jako např. ID3 tagy dále, nebo promíchána s daty, jako HTML nebo XML tagy.
Metadata jsou strukturovaná často pomocí tagované reprezentace a někdy hierarchicky. Struktura metadat (a formát) je v mnoha oblastech a aplikacích dohodnut až standardizován.
Pro jiného uživatele mohou být metadata data, se kterými pracuje. Například pro správce sítě mohou být metadata v logu o spojeních vlastní data, která analyzuje.

## Použití

### Knihovny
Katalogizační lístek v knihovně umožňuje uživateli rychle zjistit, zda ho kniha bude zajímat a jak ji snadno najde.
Rozměry Katalogizačních lístků jsou 7,5 x 12,5 cm.

Poskytují informace o mezinárodním desetinném třídění (MDT), autoru knihy, názvu díla, aktuálním číslu vydání,
místu vydání, jménu nakladatelství, datu vydání, počtu stran, a někdy i místě výtisku, počtu výtisků, jméně toho, kdo připravil vydání, a anotaci.

### Souborové systémy
Souborový systém obsahuje a organizuje uložené informace jako soubory a adresáře. Soubory jsou rozlišeny jmény a adresáře slouží k organizaci souborů do logických celků. Vlastní obsah souborů jsou data, která ukládáme (například obrázek, spustitelný soubor nebo textový dokument). Pomocné informace, které popisují, jak jsou data uložena (tj. názvy souborů, čas uložení, čas poslední změny dat, názvy adresářů, oprávnění atd.) označujeme jako metadata.

### Webové stránky

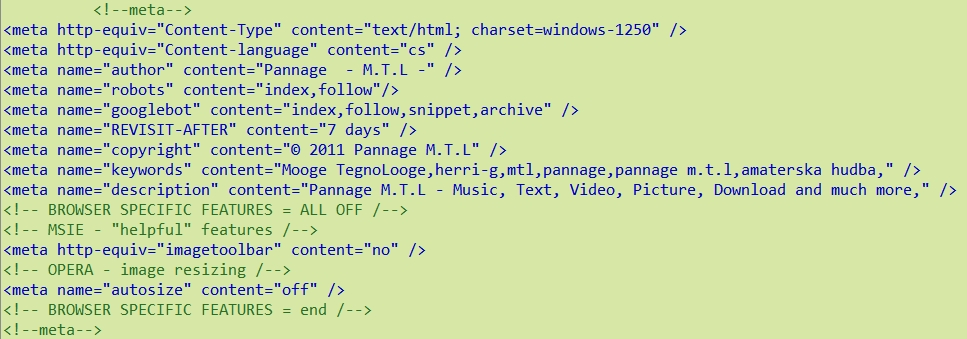
Metadata z WWW stránky

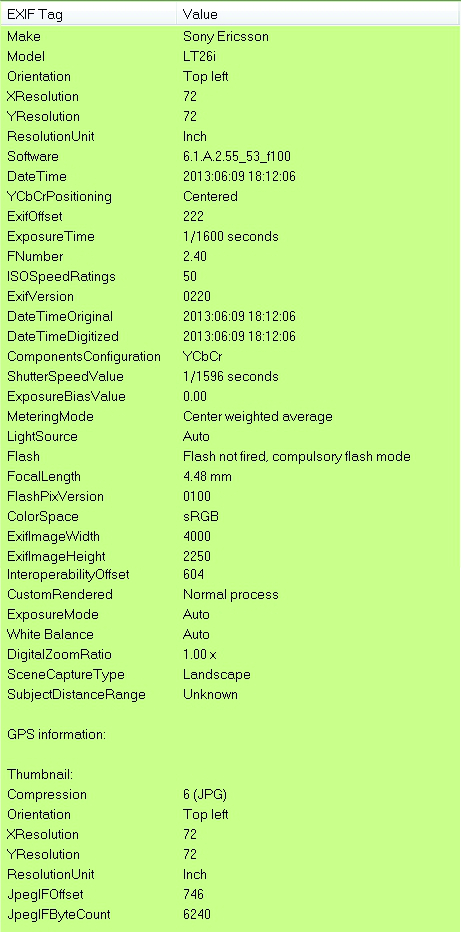
Metadata z JPEG fotografie

Na World Wide Webu jsou metadata užitečná pro vyhledávání ve velkém množství dostupných informací. Ručně přidaná metadata ke stránkám přinášejí dodatečné informace a vytvářejí vyšší organizační strukturu.

Stránky ve formátu HTML obsahují metadata ve své hlavičce, (mezi značkami <head> - </head>) zapisují se pomocí značky (tagu) <meta>, do které lze vkládat informace typu znaková sada použitá na této stránce, klíčová slova, popis stránky, autor, související stránky, ale také strukturovaná metadata různých formátů.

HTML značka (tag) <meta> není párový, takže zápis vypadá například takto:
<meta http-equiv="Content-language" content="cs" />, není tedy zakončen značkou </meta> a říká nám, že použitý jazyk na dané webové stránce je čeština.
Slouží pro prohlížeče webových stránek, např. značka <meta http-equiv="imagetoolbar" content="no" /> zakazuje v Exploreru zástupný symbol pro stahování obrázků, značka <meta http-equiv="refresh" content="0;url=https://cs.wikipedia.org/wiki/Hlavní_strana"> říká prohlížeči, za jak dlouho (v sekundách) má přesměrovat na jiný web (content=0 znamená ihned po načtení původní stránky), a udává adresu jiné stránky, na které je vedeno přesměrování.
Hlavně však slouží pro webové vyhledávače (Google, Yahoo!, Seznam), stránky s nevyplněnými značkami <meta name="keywords" content=" Klíčová slova " /> a <meta name="description" content=" Popis obsahu stránky " /> se hůře vyhledávají.
Jsou tu i prakticky nepotřebné značky jako <meta name="author" content="Jméno autora" /> se jménem autora webových stránek, které se ovšem nikde nezobrazují, a jsou dostupné pouze v HTML kódu.

### Příloha digitálních fotografií
Fotografie pořizované digitálním fotoaparátem, digitální videokamerou, či mobilním telefonem, obvykle obsahují metadata ve formátu Exif. Tato metadata obsahují informace o vzniku fotografie – datum a čas pořízení, použitá ohnisková vzdálenost, použití blesku, typ a výrobce fotoaparátu, aktuální software, čas expozice, digitální zoom, komprese, údaje o poloze místa fotografování (GPS souřadnice) apod. Uživatel je zobrazí například v prohlížeči fotografií IrfanView pomocí kliknutí v menu na Obrázek > Informace > Info z Exif. Ještě bývají dostupné informace z IPTC.

### Příloha zvukových nahrávek

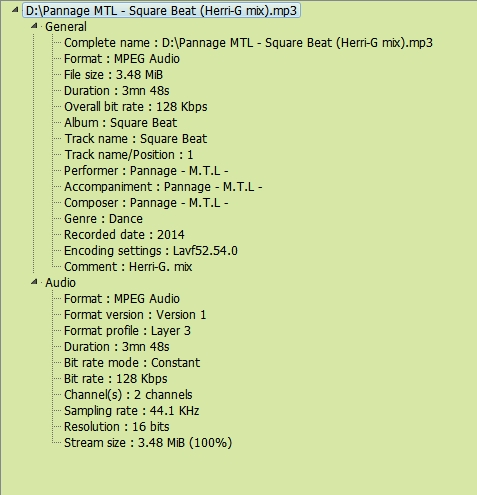
Metadata z MP3 souboru

Hudební soubory obsahují ve svých metadatech informace o názvu skladby, interpretovi, albu, použitém kodeku, datovém toku, apod. V souborech formátu MP3 se tato metadata ukládají do tzv. ID3 tagu. Existují projekty pro jednoznačnou katalogizaci hudebních záznamů (např. MusicBrainz či All Music Guide), které nabízejí číselný identifikátor, který lze do metadat uložit pro snadnější dohledání souvisejících údajů v databázi.

### E-learning
V e-learningu se používá standardní formát metadat dle IMS Global Learning Consortium. Ministerstvo školství, mládeže a tělovýchovy České republiky (MŠMT) v rámci Státní informační politiky ve vzdělávání (SIPVZ Archivováno 13. 9. 2008 na Wayback Machine.) připravilo standard metadat EduCZ, který vychází ze standardu Dublin Core.

### Digitální mapy
Digitální mapy by v GIS technologiích bez metadat nebyly použitelné. Nevěděli bychom, jak jsou mapová data stará, jak jsou přesná, jaké jsou podmínky jejich šíření a používání, od koho je lze získat atd.